# Cao nguyên Xiêng Khoảng
Cao nguyên Xiêng Khoảng (chữ Anh: Xiangkhoang Plateau), hoặc gọi là Cao nguyên Trấn Ninh, cao nguyên Muang Phuan, nằm ở phía đông nam của khu vực Thượng Lào, cao trung bình từ 1.200 đến 1.400 mét so với mặt nước biển, chủ yếu là địa hình Karst cao thấp gập ghềnh, có nhiều sông, hang động và thác nước. Chiều nam-bắc rộng 40 kilômét, chiều đông-tây dài 50 kilômét, Phou Bia - đỉnh núi cao nhất của Lào, nằm trên này, cao nguyên còn có các bồn địa sơn gian như cánh đồng Chum, đồng bằng Ban Ban và thung lũng Khangkhai. Khoáng sản phong phú, khí hậu mát lạnh, dễ chịu.

## Địa lí
Cao nguyên Xiangkhoang nằm ở giữa dãy núi Luang Prabang và dãy núi Trường Sơn, ngăn cách Thái Lan và Việt Nam. Cao nguyên chủ yếu do sa thạch và đá vôi tạo thành, cao từ 2.000 đến 2.800 mét. Chúng đã bị phá rừng nghiêm trọng. Phou Bia là đỉnh núi cao nhất của Lào, nằm ở phía nam tỉnh Xiangkhoang. Chiều cao của khu vực cao nguyên có đạt đến 1.000 mét, sông chủ yếu trong địa phận có sông Nam Ngum, sông Nam Ngiep ở phía nam, sông Nam Khan ở phía bắc, tất cả đều là chi lưu của sông Mê Kông. Huyện chính của khu vực này là Phonsavan - thủ phủ của tỉnh Xiangkhuang.
Cao nguyên có chiều nam-bắc rộng 40 kilômét, chiều đông-tây dài 50 kilômét, chung quanh có các sống núi cao trên 2.000 mét, phía nam có 5 đỉnh núi cao hơn 2.500 mét, trong đó Phou Bia là đỉnh núi cao nhất của Lào, cao 2.819 mét so với mặt nước biển. Có một loạt bồn địa sơn gian như cánh đồng Chum, đồng bằng Ban Napia và thung lũng Khangkhai. Khoáng sản có sắt, chì, kẽm, đồng, antimon, lưu huỳnh,... Khí hậu mát lạnh dễ chịu, có rừng thông rộng lớn, bãi cỏ bao la, có thể phát triển chăn nuôi gia súc.
Khối cao địa ở trung-bắc bộ Lào có kết cấu địa chất phức tạp, bị khe suối cắt xé. Là bộ phận nối dài về phía tây của đoạn phía bắc dãy núi Trường Sơn. Trên các ngọn đồi đá vôi và sa thạch của cao nguyên vốn dĩ là rừng mưa gió mùa nhiệt đới, do người H'mông và người Lao Theung thực thi nông nghiệp du canh du cư, giờ chỉ còn lại những cây sồi và cây thông nằm rải rác ven sông.

## Lịch sử
Cánh đồng Chum nổi tiếng của Lào nằm trên cao nguyên Xiangkhuang, được UNESCO đưa vào danh sách di sản thế giới.
Cao nguyên Xiangkhuang cũng là khu vực tập hợp đạn dược thứ cấp chưa nổ nhiều nhất trên thế giới.

## Chú ý
1. ↑  Thượng Lào (chữ Anh: Upper Laos), chỉ khu vực phía bắc Lào, bao gồm tám tỉnh: Phôngsali, Luang Namtha, Xam Neua, Xiengkhouang, Luang Prabang, Oudômxai, Bokeo và Xayaboury. Diện tích 120.000 kilômét vuông, dân số 1,35 triệu người. Chủ yếu là đồi núi và cao nguyên, cao từ 500 đến 1.500 mét so với mặt nước biển, một số khu vực cục bộ vượt hơn 2.000 mét. Phần lớn khu vực là lưu vực thượng du của sông Mê Kông, nhiều hẻm núi và sườn dốc cao chót vót. Tài nguyên khoáng sản và rừng rậm phong phú, cao nguyên có các bãi cỏ mênh mông rộng lớn. Có sắt, halit, thạch cao, gỗ tếch, gỗ thông, gỗ sam, cây mây, gỗ mun, hoàng đàn rủ, tre, an tức hương, nhựa cánh kiến,... Trong rừng núi có nhiều động vật hoang dã như voi, hổ, linh dương, vượn không đuôi,...